# Sceliages granulatus
Sceliages granulatus är en skalbaggsart som beskrevs av Shaun Andrew Forgie, Vasily Viktorovich Grebennikov och Clarke H. Scholtz 2002. Sceliages granulatus ingår i släktet Sceliages och familjen bladhorningar. Inga underarter finns listade i Catalogue of Life.